# Вилбур Сут
Уи́льям Па́трик Спе́нсер Голд (род. 14 сентября 1996, Лоустофт), более известный как Уи́лбур Сут — британский летсплейщик, стример Twitch и автор песен.
Впервые стал известен в 2017 году благодаря работе над SootHouse, где он неоднократно появлялся и был главным редактором. Позже, 29 марта 2019 года, Вилл открыл свой собственный канал «Wilbur Soot».
Голд выпустил свой первый сингл «The 'Nice Guy' Ballad» в январе 2018 года. Его сингл «Your New Boyfriend» достиг 65-й строчки в UK Singles Chart, опубликованном Official Charts Company.

## Карьера

### Карьера на YouTube и Twitch
Будучи выпускником колледжа Восточного Сассекса, Вилл стал известен как редактор группового канала SootHouse, основанного Голдом и некоторыми из его друзей. Канал в основном состоял из реакций на видео, вроде мемов и life-hack’ов и других тем.
29 марта 2019 года он создал свой основной канал «Wilbur Soot». На своем основном канале Голд в основном выпускает видео, относящиеся к видеоиграм, чаще всего по песочнице Minecraft. Вилл также активно ведет прямые трансляции на Twitch, где по состоянию на март 2021 года у него было более 2,7 миллиона подписчиков, что поставило его на 48-е место среди каналов по посещаемости на платформе.
В начале 2020 года Голд присоединился к ролевому серверу Minecraft Dream SMP, владельцем которого является ютубер Dream. Там Вилл стал ведущим сценаристом. Голд также участвовал в нескольких турнирах Minecraft, включая MC Championships и Minecraft Monday. В январе 2021 года он был одним из восьми участников шахматного турнира BlockChamps, организованного мастером ФИДЕ Александрой Ботез и её сестрой Андреа. Голд выбыл в первом раунде турнира, когда проиграл своему коллеге по YouTube и стримеру Twitch GeorgeNotFound.

### Музыкальная карьера
Хотя в основном он известен как стример, Голд также является музыкантом и мультиинструменталистом и выпустил свой первый сингл «The 'Nice Guy' Ballad» в январе 2018 года. Впервые Голд попал в чарт со своим шестым синглом «Your New Boyfriend», выпущенным в декабре 2020 года, который достиг пика в британском чарте синглов под номером 65 Песня также появилась в британском инди-чарте и ирландском чарте синглов, где заняла 10-е и 100-е места соответственно. Голд также появился в Billboard Emerging Artists Chart и Rolling StoneTop Breakthrough Chart.
В 2021 году в Брайтоне была основана инди-рок группа Lovejoy, участниками которой являются Голд (Вокалы, гитара), Джо Голдсмит (Гитара), Эш Кабосу (бас) и Марк Бордмэн (барабаны). Дебютный EP группы, Are You Alright?, вышел 9 мая 2021 года. Второй альбом, Pebble Brain, вышел 14 октября.

## Личная жизнь
Голд болеет за «Брайтон энд Хоув Альбион»

### Обвинения в домашнем насилии
21 февраля 2024 года бывшая партнерша Голда, ютубер Шелби Грейс, более известная как Shubble, рассказала о неназванном бывшем партнере, который издевался над ней, кусая её за руки так сильно, что на них появлялись синяки, и тыкая в синяки. Также стало известно, что Шелби использовала сейф-слово, которое существовало специально во избежание травм или некомфортных моментов, было сообщено, что он игнорировал это и продолжал кусать и давить сильнее. Многие посчитали, что детали и манеры, которыми поделилась Грейс, совпадают с описанием Голда. 27 февраля он ответил в X, бывшем Twitter, подтвердив, что она говорила о нём.

## Дискография

### Альбомы
| Название                 | Подробности                                                       |
| ------------------------ | ----------------------------------------------------------------- |
| Maybe I Was Boring       | - Релиз: 25 декабря 2019 г. - Формат: цифровая загрузка, стриминг |
| Your City Gave Me Asthma | - Релиз: 25 июня 2020 г. - Форматы: цифровая загрузка, стриминг   |
| Mammalian Sighing Reflex | - Релиз: 29 ноября 2023 г. - Форматы: цифровая загрузка, стриминг |

| Название                                  | Год     | Пиковые позиции в чарте | Пиковые позиции в чарте | Пиковые позиции в чарте | Альбом              |
| Название                                  | Год     | UK                      | UK Indie Chart          | IRE                     | Альбом              |
| ----------------------------------------- | ------- | ----------------------- | ----------------------- | ----------------------- | ------------------- |
| «The 'Nice Guy' Ballad»                   | 2018 г. |                         | —                       | —                       | Внеальбомные синглы |
| «I Am Very Smart»                         | 2019 г. | —                       | —                       | —                       | Внеальбомные синглы |
| «Maybe I Was Boring»                      | 2019 г. | —                       | —                       | —                       | Внеальбомные синглы |
| «Karen, Please Come Back I Miss the Kids» | 2019 г. | —                       | —                       | —                       | Внеальбомные синглы |
| «I’m in Love with an E—Girl»              | 2020 г. | —                       | —                       | —                       | Внеальбомные синглы |
| «Internet Ruined Me»                      | 2020 г. | —                       | —                       | —                       | Внеальбомные синглы |
| «Your New Boyfriend»                      | 2020 г. | 65                      | 10                      | 100                     | Внеальбомные синглы |
| «Soft Boy»                                | 2022 г. | —                       | —                       | —                       | Внеальбомные синглы |